# 61. ročník udílení Oscarů
61. ročník udílení Oscarů proběhl 29. března 1989 ve Shrine Auditorium (Los Angeles) a udílel ocenění pro nejlepší filmařské počiny roku 1988. Udílely se ceny ve 23 kategoriích a producentem byl Allan Carr († 1999). Večer moderovala Angie Dickinson.
Udílení cen sledovalo téměř 43 miliónů diváků ve Spojených státech amerických.

## Nominace a vítězové
Vítězové v dané kategorii jsou uvedeni tučně.

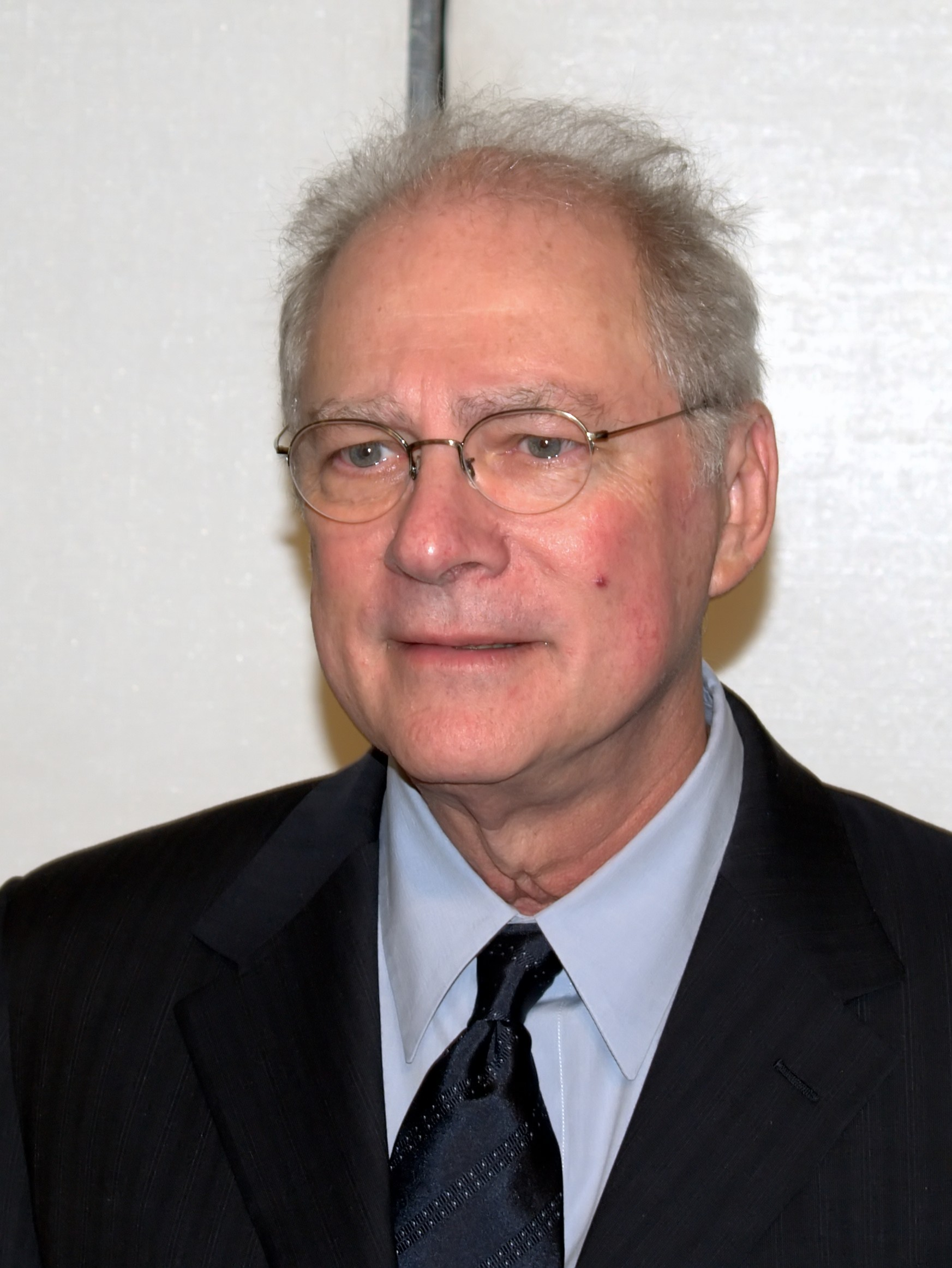
Barry Levinson, vítěz v kategorii nejlepší režisér

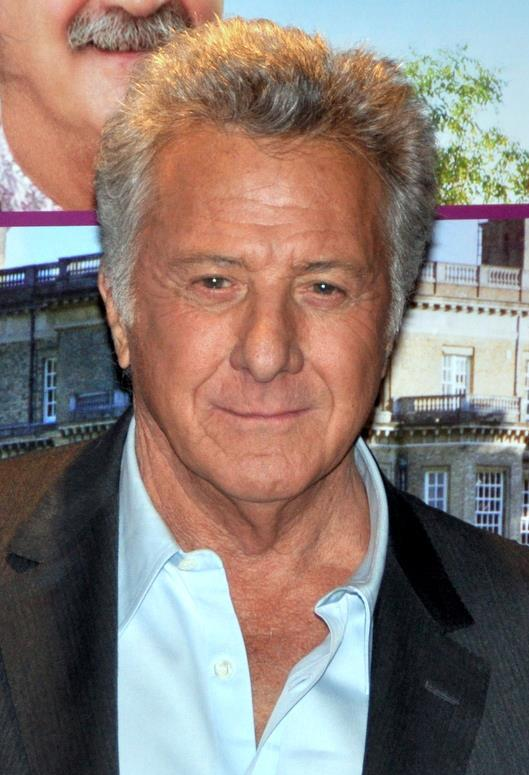
Dustin Hoffman, vítěz v kategorii nejlepší herec

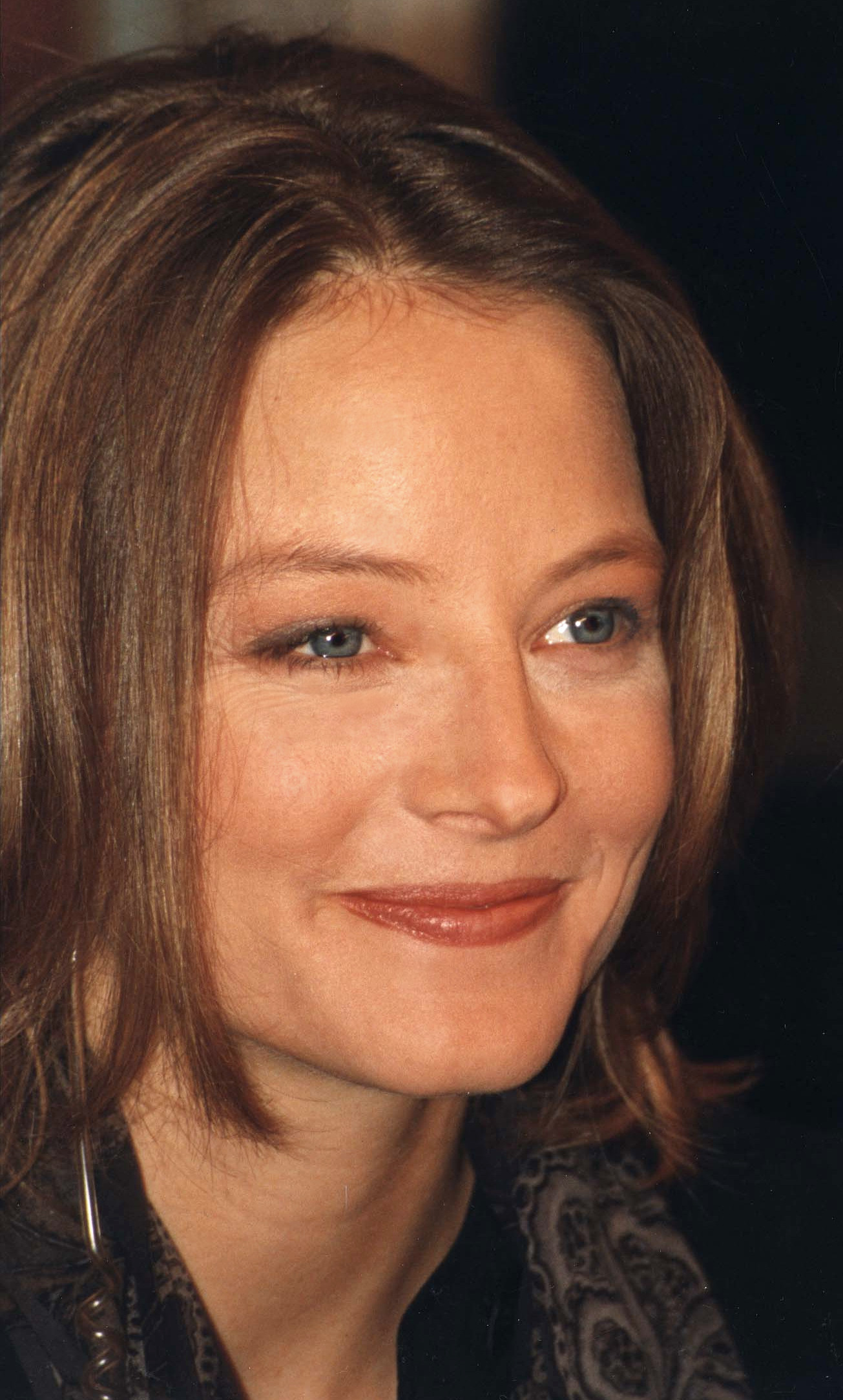
Jodie Foster, vítězka v kategorii nejlepší herečka

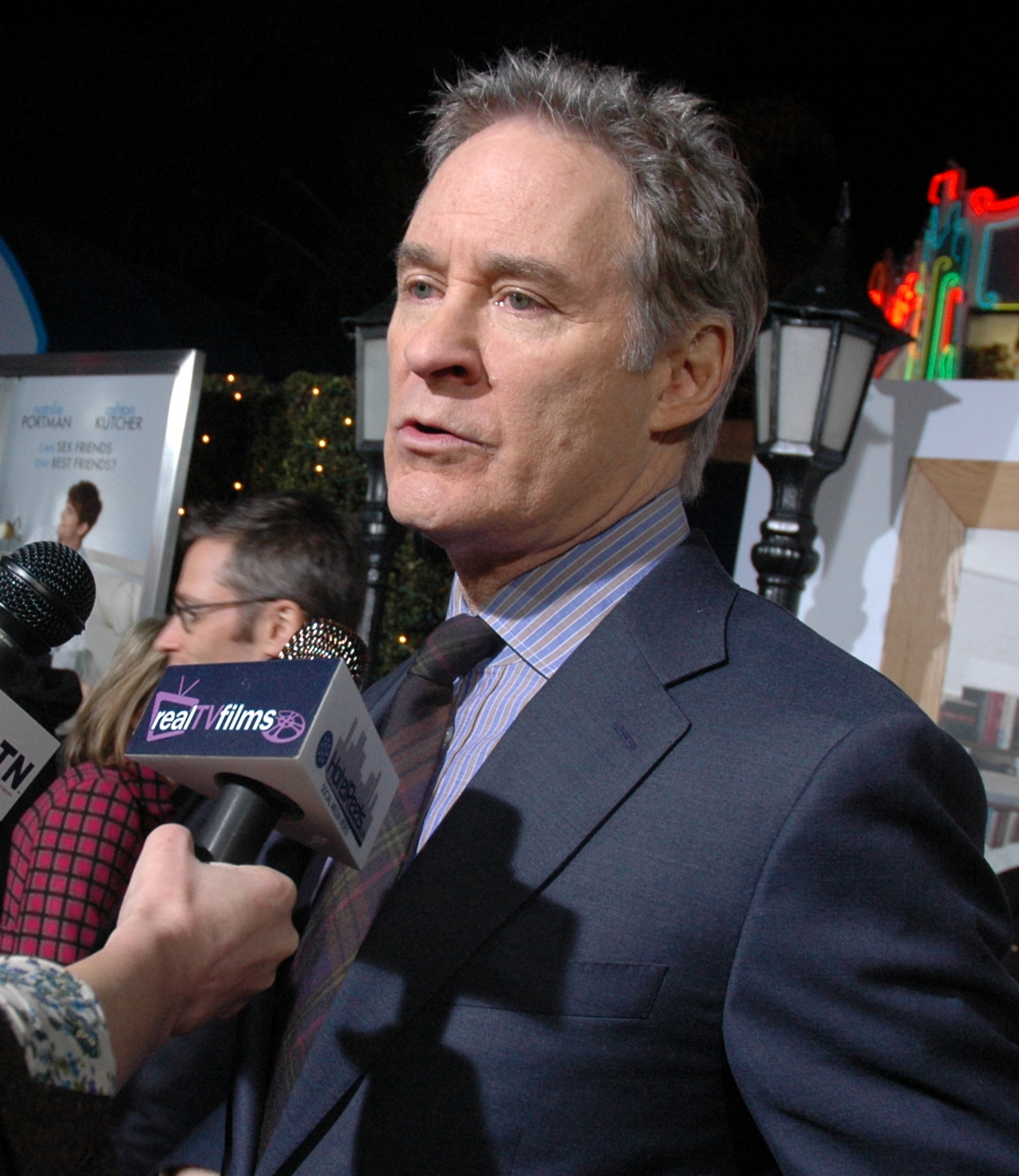
Kevin Kline, vítěz v kategorii nejlepší herec ve vedlejší roli

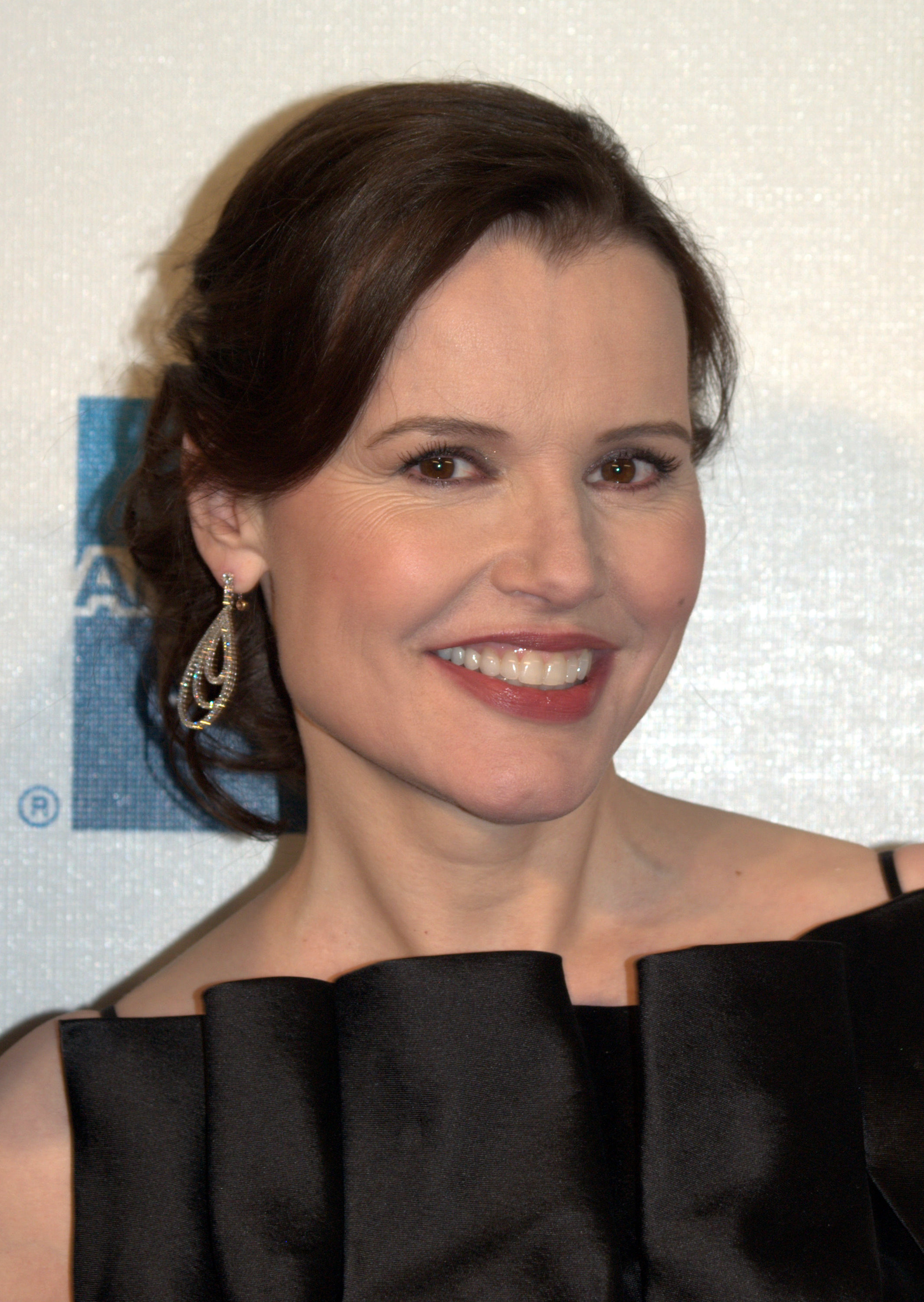
Geena Davis, vítězka v kategorii nejlepší herečka ve vedlejší roli

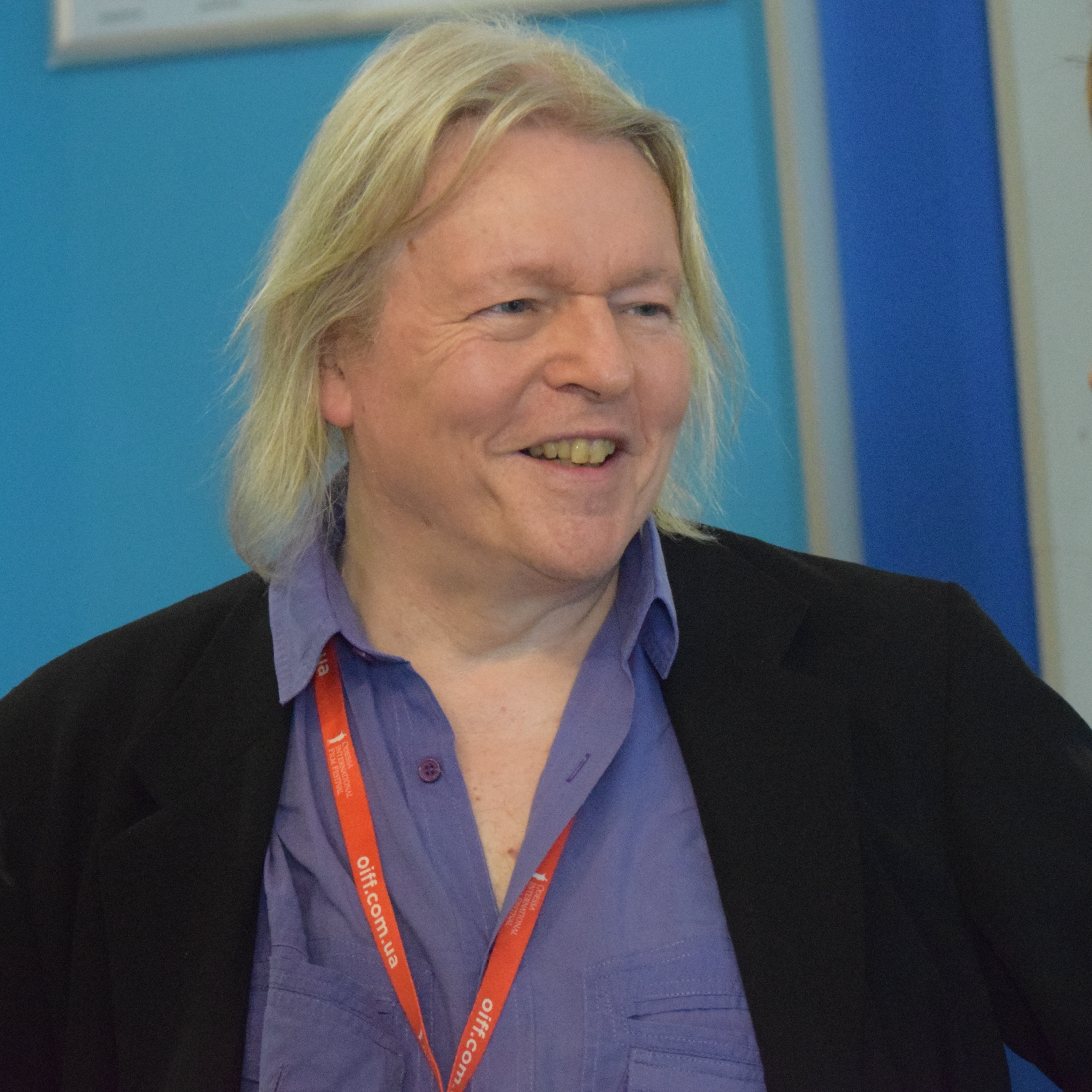
Christopher Hampton, vítěz v kategorii nejlepší adaptovaný scénář

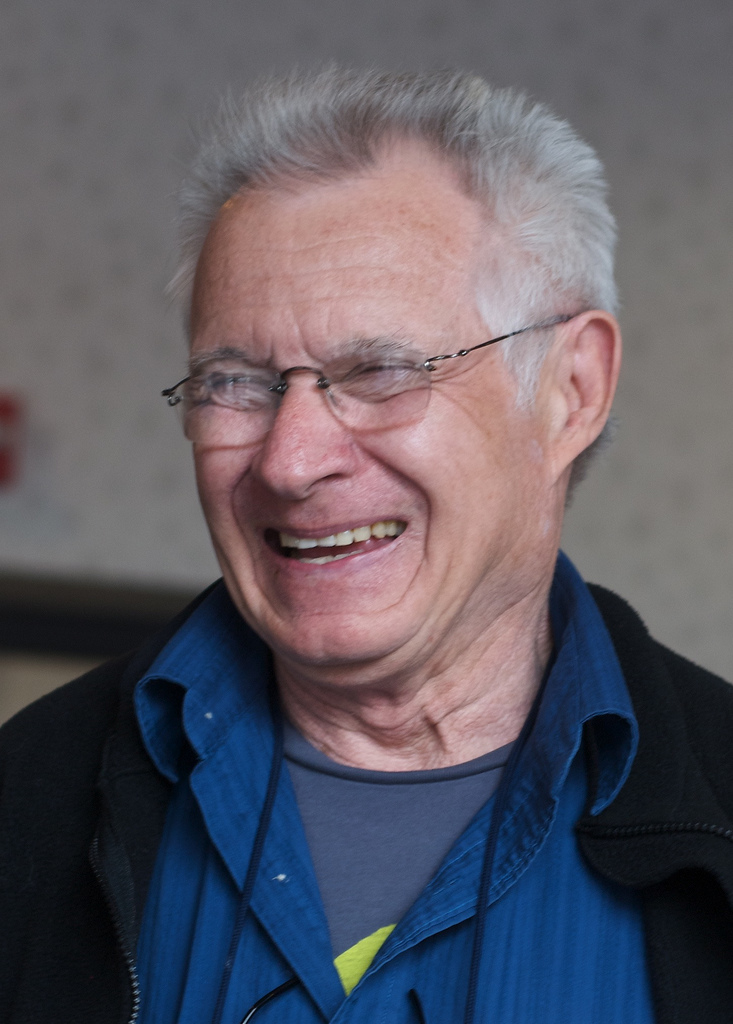
Dave Grusin, vítěz v kategorii nejlepší hudba

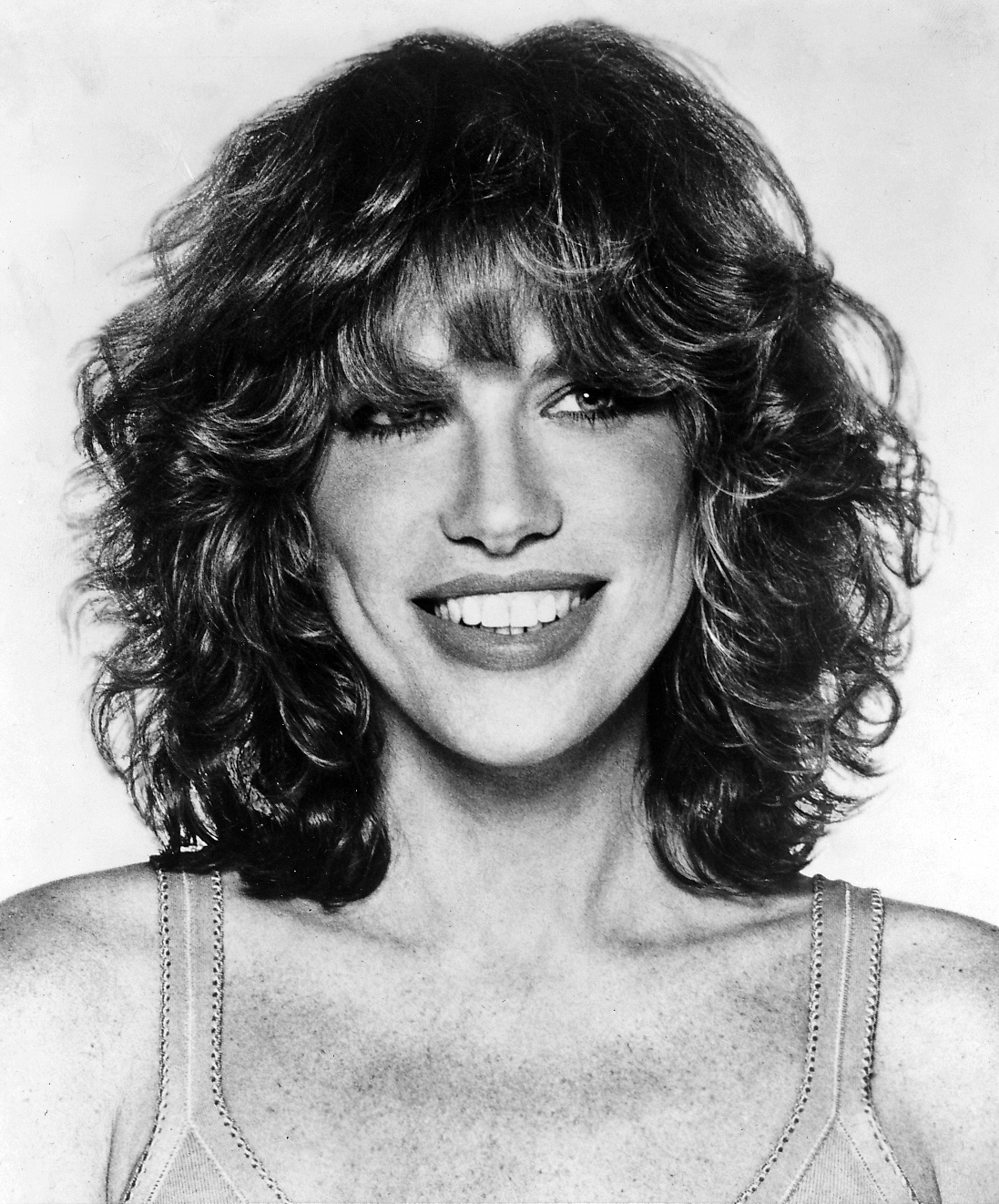
Carly Simon, vítězka v kategorii nejlepší filmová píseň

| Nejlepší film | Nejlepší režie |
| --- | --- |
| Rain Man – Mark Johnson - Náhodný turista – Lawrence Kasdan, Charles Okun a Michael Grillo - Nebezpečné známosti – Norma Heyman a Hank Moonjean - Hořící Mississippi – Frederick Zollo a Robert F. Colesberry - Podnikavá dívka – Douglas Wick                                     | Barry Levinson – Rain Man - Charles Crichton – Ryba jménem Wanda - Martin Scorsese – Poslední pokušení Krista - Alan Parker – Hořící Mississippi - Mike Nichols – Podnikavá dívka |
| Nejlepší herec | Nejlepší herečka |
| Dustin Hoffman – Rain Man jako Raymond Babbit - Gene Hackman – Hořící Mississippi jako agent Rupert Anderson - Tom Hanks – Velký jako Josh Baskin - Edward James Olmos – Ukaž, co umíš jako Jaime Escalante - Max von Sydow – Pelle Dobyvatel jako Lassefar                        | Jodie Foster – Znásilnění jako Sarah Tobias - Glenn Close – Nebezpečné známosti jako Marquise Isabelle de Merteuil - Melanie Griffith – Podnikavá dívka jako Tess McGill - Meryl Streep – Výkřik ve tmě jako Lindy Chamberlain - Sigourney Weaver – Gorily v mlze jako Dian Fossey |
| Nejlepší herec ve vedlejší roli | Nejlepší herečka ve vedlejší roli |
| Kevin Kline – Ryba jménem Wanda jako Otto West - Alec Guinness – Malá Dorritka jako William Dorrit - Martin Landau – Tucker: Člověk a jeho sen jako Abe Karatz - River Phoenix – Čas zastavit se jako Danny Pope - Dean Stockwell – Manželství s mafií jako Tony "The Tiger" Russo | Geena Davis – Náhodný turista jako Muriel Pritchett - Joan Cusack – Podnikavá dívka jako Cyn - Frances McDormandová – Hořící Mississippi jako paní Pellová - Michelle Pfeifferová – Nebezpečné známosti jako Madame Marie de Tourvel - Sigourney Weaver – Podnikavá dívka jako Katharine Parker |
| Nejlepší původní scénář | Nejlepší adaptovaný scénář |
| Rain Man – scénář: Ronald Bass a Barry Morrow, příběh: Barry Morrow - Velký boldface– Gary Ross a Anne Spielberg - Durhamští Býci – Ron Shelton - Ryba jménem Wanda – scénář: John Cleese, příběh: John Cleese a Charles Crichton - Čas zastavit se – Naomi Foner                  | Nebezpečné známosti – Christopher Hampton podle hry Les Liaisons Dangereuses od Christophera Hamptona a románu Les Liaisons Dangereuses od Pierre Choderlos de Laclose - Náhodný turista – Frank Galati a Lawrence Kasdan podle stejnojmenného románu Anne Tyler - Gorily v mlze – scénář: Anna Hamilton Phelan; příběh: Anna Hamilton Phelan a Tab Murphy podle článku Harolda T.P. Hayese a Alex Shoumatoffa - Malá Dorritka – Christine Edzard podle románu Charlese Dickense - Nesnesitelná lehkost bytí – Jean-Claude Carrière a Philip Kaufman podle románu Milana Kundery |
| Nejlepší cizojazyčný film | Nejlepší dokument |
| Pelle Dobyvatel (Dánsko) – Bille August - Hanussen (Maďarsko) – István Szabó - Le Maître de musique (Belgie) – Gérard Corbiau - Salaam Bombay! (Indie) – Mira Nair - Ženy na pokraji nervového zhroucení (Španělsko) – Pedro Almodóvar                                             | Hotel Konečná stanice – Marcel Ophüls - The Cry of Reason: Beyers Naude - An Afrikaner Speaks Out – Robert Bilheimer a Ronald Mix - Let's Get Lost – Bruce Weber a Nan Bush - Promises to Keep – Ginny Durrin - Who Killed Vincent Chin? – Renee Tajima a Christine Choy |
| Nejlepší krátký dokument | Nejlepší krátký hraný film |
| You Don't Have to Die – William Guttentag a Malcolm Clarke - The Children's Storefront – Karen Goodman - Family Gathering – Lise Yasui a Ann Tegnell - Gang Cops – Thomas B. Fleming and Daniel J. Marks - Portrait of Imogen – Nancy Hale a Meg Partridge                         | The Appointments of Dennis Jennings – Dean Parisot a Steven Wright - Cadillac Dreams – Matia Karrell a Abbee Goldstein - Gullah Tales – George deGolian a Gary Moss |
| Nejlepší krátký animovaný film | Nejlepší hudba |
| Plechový panáček – John Lasseter a William Reeves - Kocourek se vrátil – Cordell Barker - Technological Threat – Bill Kroyer a Brian Jennings | Válka o fazolové pole – Dave Grusin - Náhodný turista – John Williams - Nebezpečné známosti – George Fenton - Gorily v mlze – Maurice Jarre - Rain Man – Hans Zimmer |
| Nejlepší píseň | Nejlepší zvuk |
| „Let the River Run“ z filmu Podnikavá dívka – hudba a text: Carly Simon - „Calling You“ z filmu Hotel Bagdad – hudba a text: Bob Telson - „Two Hearts“ z filmu Buster – hudba: Lamont Dozier, text: Phil Collins                                                                   | Bird – Les Fresholtz, Dick Alexander, Vern Poore a Willie D. Burton - Smrtonosná past – Don Bassman, Kevin F. Cleary, Richard Overton a Al Overton Jr. - Gorily v mlze – Andy Nelson, Brian Saunders a Peter Handford - Hořící Mississippi – Robert J. Litt, Elliot Tyson, Rick Kline a Danny Michael - Falešná hra s králíkem Rogerem – Robert Knudson, John Boyd, Don Digirolamo a Tony Dawe |
| Nejlepší zvukové efekty | Nejlepší výprava |
| Falešná hra s králíkem Rogerem – Charles L. Campbell and Louis Edemann - Smrtonosná past – Stephen Hunter Flick and Richard Shorr - Willow – Ben Burtt and Richard Hymns | Nebezpečné známosti – Stuart Craig a Gérard James - Osudové pláže – Albert Brenner a Garrett Lewis - Rain Man – Ida Random a Linda DeScenna - Tucker: Člověk a jeho sen – Dean Tavoularis a Armin Ganz - Falešná hra s králíkem Rogerem – Elliot Scott a Peter Howitt |
| Nejlepší masky | Nejlepší kostýmy |
| Beetlejuice – Ve Neill, Steve La Porte a Robert Short - Cesta do Ameriky– Rick Baker - Strašidelné Vánoce– Tom Burman a Bari Dreiband-Burman | Nebezpečné známosti– James Acheson - Cesta do Ameriky– Deborah Nadoolman Landis - Hrst plná prachu – Jane Robinson - Západ slunce– Patricia Norris - Tucker: Člověk a jeho sen– Milena Canonero |
| Nejlepší kamera | Nejlepší střih |
| Hořící Mississippi – Peter Biziou - Rain Man– John Seale - Tequila Sunrise– Conrad Hall - Nesnesitelná lehkost bytí – Sven Nykvist - Falešná hra s králíkem Rogerem– Dean Cundey                                                                                                   | Falešná hra s králíkem Rogerem– Arthur Schmidt - Smrtonosná past – Frank J. Urioste a John F. Link - Gorily v mlze – Stuart Baird - Hořící Mississippi – Gerry Hambling - Rain Man – Stu Linder |
| Nejlepší vizuální efekty | |
| Falešná hra s králíkem Rogerem – Ken Ralston, Richard Williams, Ed Jones a George Gibbs - Smrtonosná past – Richard Edlund, Al DiSarro, Brent Boates a Thaine Morris - Willow– Dennis Muren, Michael J. McAlister, Phil Tippett a Chris Evans                                      | |